# PCE-56 당포
당포함(唐浦號) 또는 PCE 56함은 대한민국 해군의 전투함이다.

## 연혁 및 특징
당포함은 1961년 12월 13일 미국 사우스캐롤라이나주 찰스턴에서 대한민국 해군에 인수되었다. 3인치 주포로 무장하고 수중음파탐지기와 대잠병기를 갖추었으며, 대간첩침투작전이나 어로 보호에 활용되었다.

## 침몰
1967년 1월 19일 명태잡이 어선들의 월경을 막기 위해 초계중이던 당포함은 북한 동해안 동굴포대의 공격을 받아 침몰했다. 함장 김승배 중령, 부함장 황중식 소령을 포함, 장교 8명과 부사관 수병 71명 총승무원 79명 가운데 39명이 사망하고 14명이 중상, 16명이 경상을 입었다. 해군 사상 4번째 침몰이다.

## 같이 보기
- 천안함 - 해군 사상 6번째 침몰. 1천톤급 이상으로는 대한민국 정부수립 이후 최초 침몰.